# سونیا
سونیا (Sonia ، Sonja یا Sonya) یک نام کوچک مؤنث در  در غرب مثل ایتالیا ، یونان، فرانسه  و همچنین در هند،روسیه و جنوب آسیاست. سونیا شکل روسی‌شدهٔ سوفیا است که ریشهٔ فرانسوی و یونانی داشته و در یونانی به معنی خِرَد و عقل و در فرانسوی به معنای زیبایی و شکوفه های بهاری است.
البته بعضی افراد آن را به زبان ترکی به شکل (سو+نیا=نور + (نیا مخفف شده ی نیاکان) )می دانند که به صورت نور نیاکان نیز ترجمه می شود.
معنای کلی نام سونیا
۱- الهی خواب و رویا ← ایتالیایی
۲- ملکه ی عقل و خرد ← یونانی
۳- عزیز و دوست داشتنی ← هندی
۴- نور نیاکان ← ترکی
۵-خورشید تابان ← ایرانی
۶-شکوفه ← فرانسوی
۷-دختر نور ، دختری که در جمعی رتبه بالایی داشته باشد ← عربی

## افراد مشهور به اسم سونیا
- سونیا گاندی رهبر حزب کنگره ملی هند
- سونیا سوتومایور قاضی عضو دیوان عالی ایالات متحده آمریکا
- سونیا اسمیت بازیگر اهل ونزوئلا